# Peuerbach
Peuerbach ist eine Stadtgemeinde in Oberösterreich im Bezirk Grieskirchen im Hausruckviertel mit 4683 Einwohnern (Stand 1. Jänner 2024).
Am 6. November 2016 gab es eine Abstimmung, ob Peuerbach mit den Nachbargemeinden Bruck-Waasen und Steegen zusammengelegt wird. Die Bewohner von Peuerbach und Bruck-Waasen stimmten mehrheitlich dafür, die Bewohner von Steegen mehrheitlich dagegen. Somit wurde Peuerbach mit Bruck-Waasen zusammengelegt.
Die Fusionsgemeinde führt den Namen Stadtgemeinde Peuerbach weiter.

## Geografie
Peuerbach liegt auf einer Höhe von 390 m ü. A. im Hausruckviertel. Die Ausdehnung beträgt von Nord nach Süd 11,0 km, von West nach Ost 7,4 km. Die Gesamtfläche beträgt 39,40 km². 10,9 % der Fläche sind bewaldet, 79,6 % der Fläche sind landwirtschaftlich genutzt.

### Gemeindegliederung
Das Gemeindegebiet umfasst seit der Fusion mit Bruck-Waasen am 1. Jänner 2018 nunmehr 58, davor 14 Ortschaften (Einwohner Stand 1. Jänner 2024):
- Achleiten (64)
- Adenbruck (56)
- Aichet (28)
- Besenberg (80)
- Blindenau (13)
- Brandstätten (25)
- Breitau (75)
- Bruck an der Aschach (155)
- Buch (106)
- Dunkenedt (10)
- Eckartsroith (53)
- Erleinsdorf (27)
- Feichten (10)
- Freiling (12)
- Fuchshub (154)
- Greinsfurth (23)
- Gschwendthäuser (21)
- Haargassen (13)
- Höhenstein (431)
- Holzleithen (14)
- Hötzmannsberg (24)
- Hub (29)
- Itzling (22)
- Kastlingeredt (85)
- Köppensteegen (7)
- Leithen (21)
- Mittereibach (18)
- Mühlbrenning (49)
- Niederaching (19)
- Niederensfelden (20)
- Niederweiding (20)
- Nußbaum (13)
- Oberaching (22)
- Oberndorf (57)
- Oberngrub (14)
- Oberweiding (20)
- Parz bei Gattern (19)
- Peuerbach (1709)
- Pfarrhofheuberg (168)
- Prambeckenhof (21)
- Pühret (37)
- Ranna (27)
- Ratzling (15)
- Schieferhub (124)
- Sölden an der Straß (39)
- Spielmannsberg (36)
- Staureth (8)
- Stefansdorf (68)
- Steingrüneredt (30)
- Teucht (140)
- Thomasberg (50)
- Untereibach (7)
- Unterheuberg (81)
- Untertreßleinsbach (126)
- Usting (88)
- Waasen (14)
- Waasnerau (50)
- Winkl (16)

Die Gemeinde besteht aus drei Katastralgemeinden (Fläche Stand 31. Dezember 2023):
- Bruck (1.108,22 ha)
- Peuerbach (1.100,79 ha)
- Waasen (1.730,91 ha)

Die Gemeinde liegt im Gerichtsbezirk Grieskirchen.

### Nachbargemeinden
| Natternbach                                                         | Neukirchen am Walde                         |                            |
| St. Willibald (Bez. Schärding) Steegen Altschwendt (Bez. Schärding) | Kompassrose, die auf Nachbargemeinden zeigt | Heiligenberg Waizenkirchen |
| Kallham                                                             | Pötting                                     | Michaelnbach               |

## Geschichte

### Ortsgeschichte
Die erste schriftliche Erwähnung des Ortnames erfolgte in den Jahren 1100 bis 1120.
Ursprünglich im Ostteil des Herzogtums Bayern liegend, gehörte der Ort seit dem 12. Jahrhundert zum Herzogtum Österreich. Peuerbach besaß bereits 1280 das Marktrecht. Seit 1490 wird er dem Fürstentum Österreich ob der Enns zugerechnet. Bekannt ist der Ort vor allem für seine Rolle in den Bauernkriegen (1625/26). In der politisch und religiös wirren Zeit zwischen 1620 und 1660 verließ eine große Zahl von Peuerbacher Exulanten ihre Heimat. Während der Napoleonischen Kriege war der Ort mehrfach besetzt.
Seit 1918 gehört der Ort zum Bundesland Oberösterreich. Nach dem „Anschluss Österreichs“ an das Deutsche Reich am 13. März 1938 gehörte der Ort zum Gau Oberdonau. 1945 erfolgte die Wiederherstellung Oberösterreichs.
Im Jahr 1994 erhielt Peuerbach das Stadtrecht, für die Jahre 1366 bis 1386 wird Peuerbach in Urkunden und Historien schon als „Stat“ bezeichnet.
Am 1. Jänner 2018 erfolgte die Fusionierung der Stadtgemeinde mit der Nachbargemeinde Bruck-Waasen.

## Kultur und Sehenswürdigkeiten

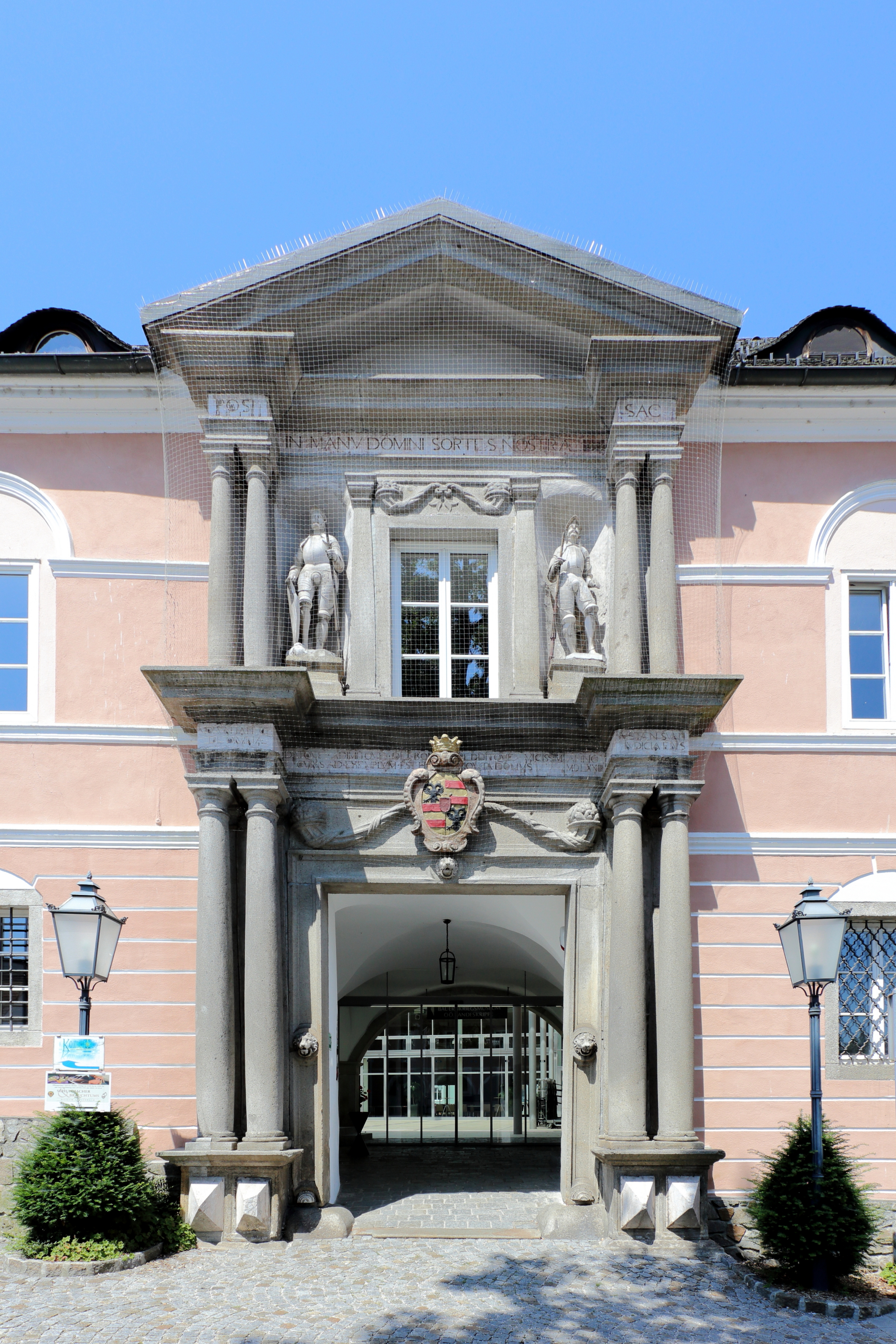
Renaissance-Portal des ehemaligen Schlosses

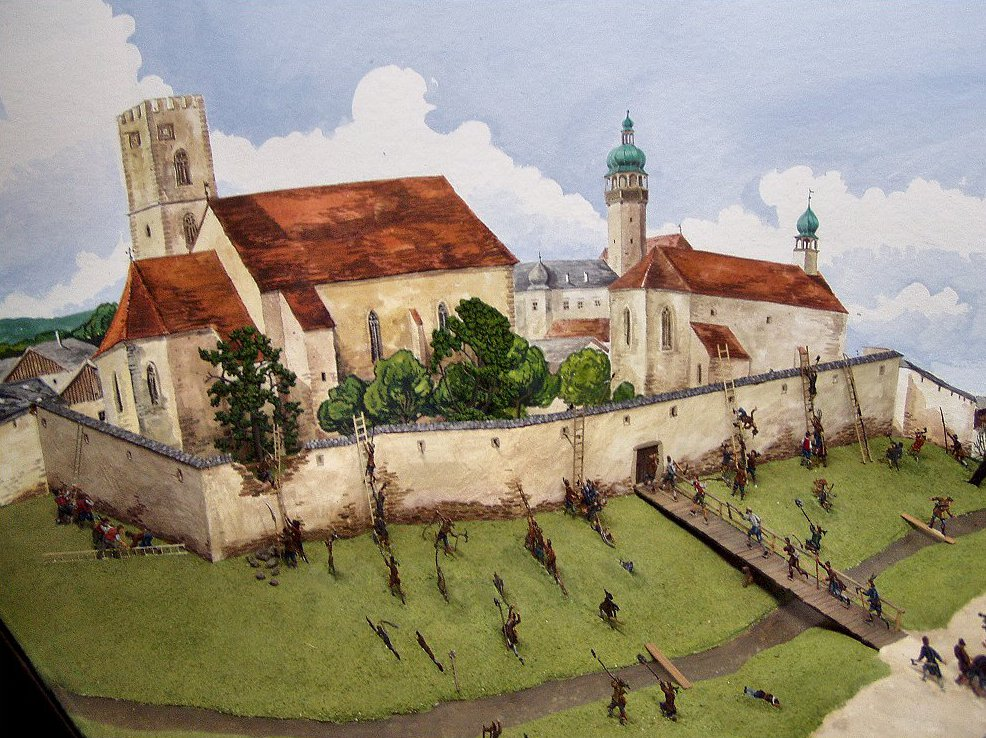
Der Sturm auf Peuerbach – Zinnfigurendiorama aus dem Peuerbacher Bauernkriegsmuseum

- Schloss Peuerbach: Das Schlossmuseum Peuerbach beherbergt die Georg-von-Peuerbach-Ausstellung, das Bauernkriegsmuseum und die oö. Landeskrippe.
- Pfarrkirche Peuerbach
- Astrolabium-Uhr auf dem Rathaus, 10× vergrößert nach dem Original Georg von Peuerbachs um 1450
- Kometor
- Musikverein Peuerbach[10] (gegründet 1870) – zuständig auch für die Gemeinde Steegen
- Freisitz Schifferhub
- Freisitz Steindlbach

### Freizeit
- Star Movie Kino
- verschiedene Pubs und Gasthäuser
- Freibad
- Kletterhalle
- Eislaufhalle (nur im Winter)
- Fußball-/Tennisplatz

### Sport
Seit 1997 findet der Silvesterlauf Peuerbach statt, einer der bestbesetzten Straßenläufe Österreichs, der von 1981 bis 1996 in Natternbach ausgetragen wurde.
In Peuerbach gibt es zwei Sportvereine, die Union Peuerbach und die ASKÖ Bruck-Peuerbach.

## Wirtschaft und Infrastruktur

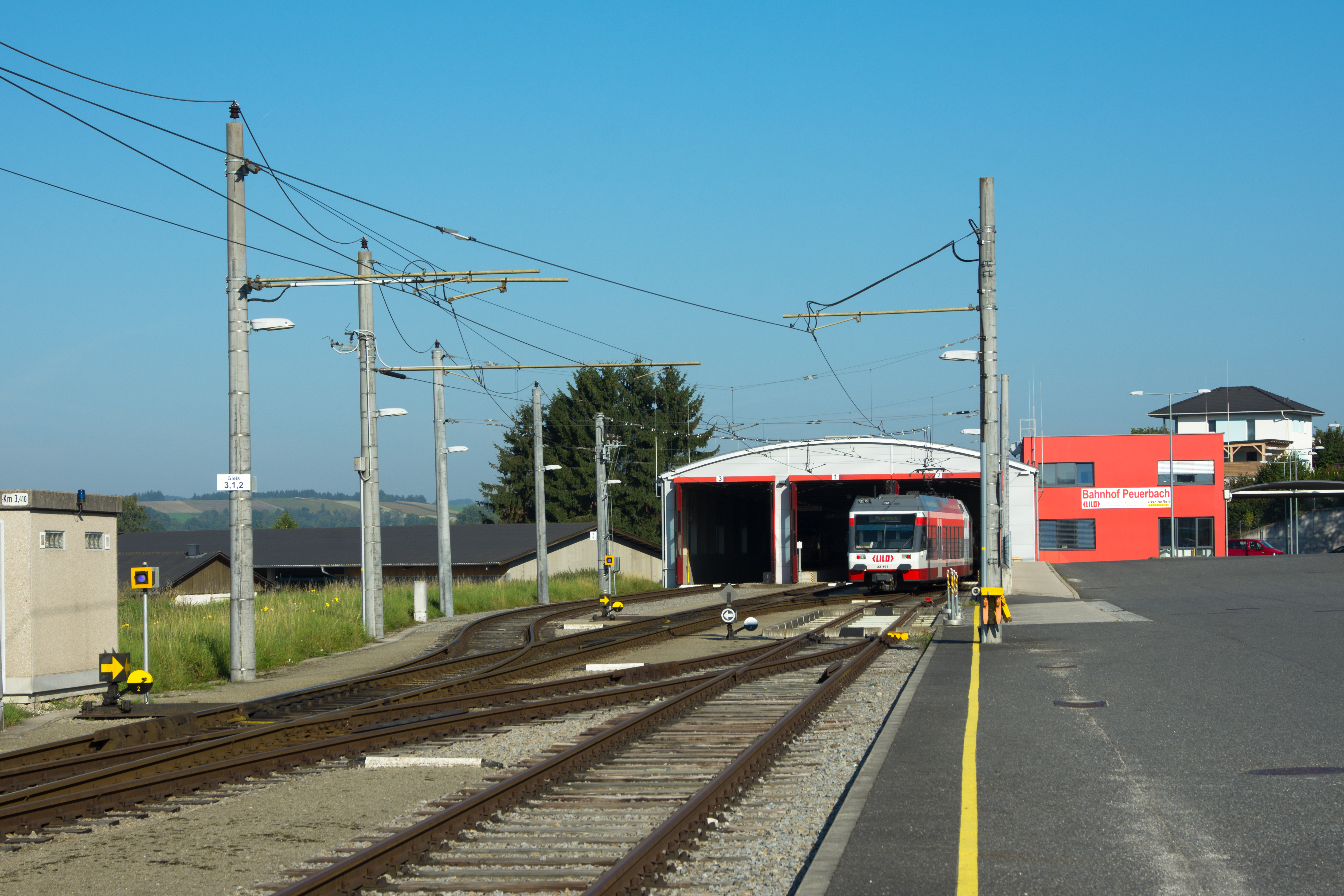
Bahnhof Peuerbach (2021)

### Verkehr

#### Bahn
Peuerbach ist Endpunkt einer Stichstrecke der Linzer Lokalbahn.

#### Straße
Peuerbach liegt an der Eferdinger Straße (B129).

### Bildung
- Volksschule Bruck
- Volksschule Peuerbach
- Mittelschule Peuerbach (mit Sportzweig)
- Landesmusikschule Peuerbach

## Politik
Der Gemeinderat hat 25 Mitglieder.
- Mit den Gemeinderats- und Bürgermeisterwahlen in Oberösterreich 2003 hatte der Gemeinderat folgende Verteilung: 15 ÖVP, 7 SPÖ und 3 FPÖ.
- Mit den Gemeinderats- und Bürgermeisterwahlen in Oberösterreich 2009 hatte der Gemeinderat folgende Verteilung: 14 ÖVP, 4 SPÖ, 4 FPÖ und 3 GRÜNE.
- Mit den Gemeinderats- und Bürgermeisterwahlen in Oberösterreich 2015 hatte der Gemeinderat folgende Verteilung: 12 ÖVP, 6 FPÖ, 4 SPÖ und 3 GRÜNE.
- Mit den Gemeinderats- und Bürgermeisterwahlen in Oberösterreich 2021 hat der Gemeinderat folgende Verteilung: 10 ÖVP, 7 GZBWP, 3 FPÖ, 3 SPÖ und 2 GRÜNE.[11]

### Bürgermeister
- 1850–1855: Silvester Terpinitz
- 1855:–1855 Mathias Lißberger
- 1855–1864: Karl Mayrhofer
- 1864–1867: Karl Stöbner
- 1867–1870: Franz Wezlmayr
- 1870–1879: Alois Spanlang
- 1879–1883: Ignaz Starzengruber
- 1883–1886: Franz Hoflehner
- 1886–1917: Heinrich Pramendorfer
- 1917–1938: Josef Heuberger
- 1938–1945: Alois Trappmaier
- 1945–1947: Alois Schmidauer
- 1947–1961: Johann Peham
- 1961–1990: Rudolf Orthofer
- 1990–2001: August Falkner (ÖVP)
- 2001–2017: Wolfgang Oberlehner (ÖVP)
- Vom 1. Jänner 2018 bis zur Neuwahl des Bürgermeisters am 8. April 2018 wurden die Geschäfte interimistisch durch den vom Land Oberösterreich bestellten Regierungskommissär Andreas Wenzl getätigt.[12]
- 2018–2021: Wolfgang Oberlehner (ÖVP)
- seit 2021: Roland Schauer (GZBWP)[13]

### Wappen
Blasonierung: „In Gold ein silberner, gequaderter Torbau mit aufgeschlagenen roten Türflügeln und drei Zinnen mit schwarzen Schießlöchern. In der durchbrochenen Toröffnung auf einem blauen, vom Schildfuß ausgehenden und mit drei silbernen, eins zu zwei gestellten Ringen belegten Dreiberg ein schwarzer, linkshin gewendeter Rabe mit einem goldenen Eichenzweig mit drei Eicheln im Schnabel.“

Gemeindewappen seit 2019
Wappen von Peuerbach bis 2017
Gemeindewappen von Bruck-Waasen

Eine kaiserliche Wappenverleihung an den Markt Peuerbach ist nicht bekannt. Das Siegelrecht ist in der Marktordnung des Grafen Johann Franz von Strattmann vom 24. Oktober 1699 festgelegt. Das älteste bekannte Marktsiegel als Abdruck auf einem Akt vom 20. Mai 1750 zeigt im ovalen Siegelbild einen Vogel mit einem Zweig im Schnabel, der nach rechts gewendet auf einem Dreiberg sitzt. 1763 ist erstmals das Wappen in der späteren Form mit Torbau nachgewiesen. Dieses Wappen wurde mit der Stadterhebung 1994 bestätigt.
Nach der Fusion von Peuerbach mit Bruck-Waasen wurde ein neues Wappen geschaffen, das 2019 von der Landesregierung verliehen wurde und Elemente aus den Wappen der beiden Vorgängergemeinden vereint. Der Torbau, der Dreiberg und der Rabe mit drei Eicheln wurde aus dem Peuerbacher Gemeindewappen übernommen, wobei die Farbe des Grundes von blau zu gold und des Dreibergs von grün zu blau geändert wurde. Die drei silbernen Ringe auf blauem Grund stammen aus dem Wappen von Bruck-Waasen.
Der mit Zinnen versehene Torbau verweist auf die bei Märkten seltene, durch die damalige Lage nahe der Grenze zu Bayern bedingte Befestigung Peuerbachs. Der Rabe entstammt dem Familienwappen der Schifer, deren Hauptstamm im 14. Jahrhundert zu Hueb (Schiferhub) bei Peuerbach ansässig war, bis es 1368 an die Grafen von Schaunberg verkauft wurde. Die drei Eicheln fanden sich bis ins 17. Jahrhundert auf dem Dienstkleid des Marktdieners. Die drei Ringe waren das Stammwappen der Vatershaimer, die im 15. Jahrhundert im Besitz von Schloss Bruck waren.

### Gemeindepartnerschaften
Jahr der Begründung einer Gemeindepartnerschaft nennen, chronologische Reihung-->
1997 Malo (Venetien),  Italien

## Persönlichkeiten

### Söhne und Töchter der Gemeinde
- Georg von Peuerbach (1423–1461), Astronom an der Wiener Universität und Wegbereiter des kopernikanischen Weltbilds
- Johann Gotthard Hayberger (1695–1764), Barockbaumeister und Bürgermeister von Steyr
- Maximilian Heyß (1808–1867), Jurist und Politiker
- Josef Mallinger (1881–1963), Landwirt und Abgeordneter zum Oberösterreichischen Landtag, geboren in Oberndorf
- Albert Mauer (1907–1999), polnischer Eishockeyspieler
- Günther Sallaberger (* 1940), Politiker (SPÖ)
- Maria Rösslhumer (* 1960), Politikwissenschafterin und Frauenrechtlerin
- Klaus Klaffenböck (* 1968), Rennfahrer, Seitenwagenweltmeister und Sieger der Isle of Man TT

### Mit der Gemeinde verbundene Personen
- Heinrich Barucher (* um 1390), Benediktiner und langjähriger Pfarrer, Kirchenrechtler an der Univ. Wien, Mentor von Georg von Peuerbach
- Reinhold Entholzer (* 1959), Politiker (SPÖ)
- Walter Entholzer (* 1953), Arzt und Politiker (ÖVP)
- Kajetan Alois Gloning (1836–1910), Lehrer und Fachschriftsteller
- Manfred Hebenstreit (* 1957), Maler und Grafiker
- Walter Knoglinger (1928–2012), Journalist, Publizist und Segelsportfunktionär
- Ferdinand von Sammern-Frankenegg (1897–1944), während der Zwischenkriegszeit als Anwalt in Peuerbach tätig, während des Nationalsozialismus als hochrangiger Polizist maßgeblich am Holocaust beteiligt
- Doris Schmidauer (* 1963), Politikerin (Grüne) und Ehefrau des amtierenden österreichischen Bundespräsidenten Alexander Van der Bellen